# Васильева, Ирина Александровна
Ири́на Алекса́ндровна Васи́льева (род. 9 апреля 1979) — российская легкоатлетка, специалистка по тройному прыжку. Выступала на профессиональном уровне в 1998—2009 годах, чемпионка Европы среди молодёжи, победительница и призёрка первенств всероссийского значения, участница чемпионата Европы в Мюнхене. Представляла Москву. Мастер спорта России международного класса. Преподаватель РАНХиГС.

## Биография
Ирина Васильева родилась 9 апреля 1979 года.
Впервые заявила о себе в сезоне 1998 года, когда в тройном прыжке одержала победу на чемпионате России среди юниоров.
В 1999 году вошла в состав российской сборной и выступила на молодёжном европейском первенстве в Гётеборге, где в зачёте тройного прыжка стала шестой.
В 2001 году заняла второе место на соревнованиях в Москве, установив при этом свой личный рекорд в тройном прыжке на открытом стадионе — 14,57 метра. Позднее на молодёжном европейском первенстве в Амстердаме с результатом 13,80 превзошла всех соперниц и завоевала золотую награду.
В 2002 году с личным рекордом в помещении (14,38) выиграла серебряную медаль на зимнем чемпионате России в Волгограде, стала седьмой на чемпионате Европы в помещении в Вене. На летнем чемпионате России в Чебоксарах так же получила серебро. Благодаря череде удачных выступлений удостоилась права защищать честь страны на чемпионате Европы в Мюнхене — в финале тройного прыжка показала результат 13,55 метра, расположившись в итоговом протоколе соревнований на 12-й строке.
На чемпионате России 2005 года в Туле взяла бронзу.
Завершила спортивную карьеру по окончании сезона 2009 года.
За выдающиеся спортивные достижения удостоена почётного звания «Мастер спорта России международного класса».
Окончила Белгородский государственный национальный исследовательский университет по специальности «Физическая культура. Педагог по физической культуре». Работала преподавателем на кафедре физического воспитания и здоровья в Российской академии народного хозяйства и государственной службы.